# Васильев, Иван Андреевич (генерал)
Ива́н Андре́евич Васи́льев (1 [13] мая 1860, станица Богоявленская, Область Войска Донского — 9 апреля 1933, Каир) — российский генерал-майор, участник Первой мировой и Гражданской войн.

## Биография
Родился в семье донского казака. В 1880 г. окончил Новочеркасское казачье юнкерское училище по 2-му разряду; выпущен подхорунжим в 12-й Донской казачий полк. В 1882 г. произведён в хорунжие, в 1886 — в сотники. С 15 декабря 1888 г. состоял в запасе.
Продолжил службу с 18 декабря 1889 г.; с 1893 г. — подъесаул, с 1896 г. — есаул; командовал сотней. С 1904 г. — войсковой старшина. С 20 сентября 1906 по 20 января 1911 г. — помощник командира 48-го Донского казачьего полка; в 1910 г. произведён в полковники.
С 20 января 1911 г. командовал 4-м Донским казачьим полком, с 30 января 1913 — 7-м Донским казачьим полком; 22 сентября 1916 г. произведён в генерал-майоры. С 20 февраля 1917 г. — командир 2-й бригады 2-й Туркестанской казачьей дивизии; с 14 июня 1917 г. находился в распоряжении войскового начальства.
С ноября 1917 г. временно исполнял обязанности начальника 6-й Донской казачьей дивизии; в конце того же года в полном порядке привёл свою дивизию на Дон.
В Гражданскую войну состоял в рядах Донской армии, Вооружённых сил Юга России, Русской армии. В составе последней в 1920 г. эвакуировался из Крыма. Находился в лагерях в районе Галлиполи, откуда в 1921 г. с женой перебрался в Болгарию.
Весной 1927 г. уехал к своему брату Андрею в Каир, где умер 9 апреля 1933 года в госпитале Диаконис. Похоронен на кладбище греческого православного монастыря Св. Георгия в Старом Каире.

### Семья
Брат — Андрей Андреевич Васильев (1868 — 30.1.1954), Генерального штаба генерал-майор; похоронен на греческом православном кладбище Шетби в Александрии.
Жена — Эмилия Александровна Васильева (1862 — 15.1.1947), похоронена на кладбище греческого православного монастыря Св. Георгия в Старом Каире.

## Награды
- орден Святой Анны 3-й степени (1906)
- орден Святого Станислава 2-й степени (1912)
- орден Святой Анны 2-й степени (6.5.1914)
- орден Святого Владимира 4-й степени (6.7.1915)
- орден Святого Владимира 3-й степени с мечами (2.9.1915)